# Geografska milja
Geografska milja je enota za merjenje dolžine, določena kot 1 ločna minuta vzdolž Zemljinega ekvatorja, in je enaka približno 1855 m.
Enote ne uporabljajo veliko in je v tesni zvezi z mednarodno morsko miljo, ki je bila izvirno določena kot 1 ločna minuta na Zemljinem velikem krogu, danes pa je določena natančno 1852 m.
Danska in nemška geografska milja (mil in Meile) sta enaki 4. ločnim minutam. Določil ju je Ole Christensen Rømer in sta približno enaki 7421,5 m. Na Norveškem in Švedskem so to štiriminutno geografsko miljo v glavnem uporabljali na morju (sjømil), vse do začetka 20. stoletja.